# ألفاريتا
ألفاريتا (بالإنجليزية: Alpharetta, Georgia) هي مدينة تقع في مقاطعة فولتن بولاية جورجيا في الولايات المتحدة. تبلغ مساحة هذه المدينة 55.4 (كم²)، وترتفع عن سطح البحر 346 م، بلغ عدد سكانها 59397 نسمة في عام 2010 حسب إحصاء مكتب تعداد الولايات المتحدة.

## أعلام
- جيمس رامزي
- جوشوا دوبز
- ريك رود
- دانيال بوب
- تانر سميث
- كولين هاربر

## وصلات خارجية
- Alpharetta, Georgia
- Cities & Counties - Georgia.gov